# راز آرماگدون (مجموعه تلویزیونی)
تدوینگر وحید چگینی
راز آرماگدون عنوان مجموعه تلویزیونی، که توسط سعید مستغاثی در گروه اقتصادی-سیاسی شبکه خبر صدا و سیمای جمهوری اسلامی ایران، و به تهیه کنندگی رضا جعفریان ساخت شد. به گزارش خبرگزاری فارس، این مجموعه مستند در ۴ فصل با نام‌های «راز آرماگدون»، «راز آرماگدون ۲: ارتش سایه‌ها» و «راز آرماگدون ۳: معبد تاریکی» و «راز آرماگدون ۴: پروژه اشباح» طی سال‌های ۱۳۸۷ تا ۱۳۸۹ از شبکه‌های خبر، یک و سه تلویزیون جمهوری اسلامی پخش شد. قسمت چهار این مجموعه با عنوان پروژه اشباح باعث شد این برنامه در دانشگاه عبری تلاویو واقع در اسرائیل مورد نقد قرار گیرد.

## راز آرماگدون ۴ (پروژه اشباح)

راز آرماگدون قسمت دهم (پلورالیزم رسانه ای)

بنابه گفتهٔ تهیه‌کنندگان این برنامه، مجموعه مستند «راز آرماگدون ۴: پروژه اشباح» براساس اسناد و مدارک داخلی و خارجی، نقش کانون‌های پنهان صهیونیستی در به خدمت گرفتن رسانه‌ها (اعم از مطبوعات، رادیو تلویزیون، اینترنت، سینما و بازی‌های کامپیوتری) در جهت جنگ نرم علیه اسلام و ایران و انقلاب اسلامی است. همچنین پدیدآوردن «فرقه‌های نوپدید شبه عرفانی و شرک‌آمیز» برای تخریب اذهان نسل جوان و دور ساختن آنها از ادیان توحیدی و ابراهیمی به تصویر کشیده می‌شود.
عنوان کلی بعضی از قسمتهای مجموعهٔ تلویزیونی آرماگدون که به گفته تهیه‌کنندگان مجموعه ای ۱۰۴ قسمتی است عبارتند از: پلورالیزم رسانه ای، کریدور شوک (تخریب بی‌بی‌سی و بهائیت)، یورش امواج (شبکه‌های ماهواره ای)، فیس بوک و مایکروسافت (نبرد صلیبی-صهیونی)، بازخوانی تاریخ سینمای ایران (تراشیدن منجی‌های موازی)، فرقه‌های صهیونی، تروریست‌های کودتاچی (بهائیت)، رؤیای سرزمین موعود (جنایات بهائیت)، درویشان سکولار، عرفان‌های نوظهور (مزدورانی مانند دالایی لاما، کریشنا مورتی، سای بابا با کمک صهیونیست‌ها) و اما دو قسمت آخر که با تعداد زیاد فیلم، کتاب و مقالات تخریبی موازی، حمایت شده‌است معنویت‌های آنارشیستی (ایلیا رام‌الله، پائولو کوئیلو، اوباما) و توطئه‌های صهیونی.

### خلاصهٔ قسمتها
قسمت دهم (پلورالیزم رسانه ای)

به‌طور خلاصه به نشریات پس از انقلاب اسلامی پرداخته‌است (بجز کیهان، جمهوری اسلامی، رسالت)و عنوان می‌کند که اینها به محافل ماسونی و صهیونیستی وابسته اند و دستور فروپاشی ایدئولوژیک به عنوان سرآغاز فروپاشی فیزیکال را دنبال می‌کنند؛ و آمریکایی‌ها، اروپایی‌ها و بنیادهای صهیونیستی حامیان مالی و فکری این نشریات هستند.

## قسمت یازدهم (کریدور شوک)
در این قسمت به تخریب بی‌بی‌سی اختصاص دارد و در آن عنوان می‌کند که این رسانه با دستگاه‌های جاسوسی، آیین بهائیت و مراکز صهیونی ارتباط مستقیم دارد.

## قسمت دوازدهم (یورش امواج)

قسمت دوازدهم یورش امواج

در این قسمت، همه شبکه‌های ماهواره ای را بعنوان شبکه‌های صهیونیستی- آمریکایی معرفی می‌کند و هدف آنها را براندازی نظام اسلامی ایران بیان می‌کند.

## قسمت سیزدهم (اینترنت)

قسمت سیزدهم (اینترنت)

در این قسمت به شرکت‌های بزرگ کامپیوتری و اینترنتی مانند فیس بوک و مایکروسافت اشاره می‌کند؛ و به‌طور کلی عنوان می‌کند که اینترنت محصول وزارت دفاع آمریکا، پنتاگون است، که در حیطهٔ جنگ سرد دیجیتالی و به عبارتی نبرد صلیبی- صهیونی قرار می‌گیرد و همگی وابسته به صهیونیزم می‌باشند. قاچاق حدود ۸۰۰ هزار زن و دختر از شرق به غرب از جرائم و از نشانه‌های فساد اخلاقی موجودیتی به نام اینترنت است.

## قسمت پانزده، شانزده و هجدهم (بازخوانی تاریخ سینمای ایران)
در این قسمت به بازخوانی سینمای ایران می‌پردازد، و عنوان می‌کند که سینمای ایران توسط صهیونیست‌ها و فراماسونرها شکل گرفت و نخسین حلقه سالن‌های سینما در ایران توسط فارغ التحصیلان مدارس صهیونیستی آلیانس (اتحادیه جهانی اسرائیلی) به‌وجود آمد.

## آرماگدون نوزدهم (فرقه‌های صهیونی)
در این قسمت گفته می‌شود که صهیونیست‌ها سعی کرده‌اند با تولید منجیهای موازی و دروغین در برابر موعود مقدس جهان اسلام قد علم کنند. به کفته تهیه‌کنندگان این مجموعه فرقه‌های ضاله بابیت و بهائیت درهمین راستا به‌وجود آمده‌اند. همچنین رسانه‌هایی مانند بی‌بی‌سی و صدای آمریکااز مبلغان آنها هستند و علی محمد باب (بنیانگذار بابیت) به امپراتوری جهانی صهیونیسم وابسته است. همچنین تصویر نامه ای از محمد علی باب نشان داده میوشد که از آن با عنوان تصویر توبه نامهٔ خفت بار علی محمد باب وسند بی سوادی وی یاد می‌شود.

## آرماگدون بیست (تروریست‌های کودتاچی)
در این قسمت به موضوع بهائیان پرداخته‌است و عنوان می‌کند، بهائیان مسئول حوادث ضد ایرانی و ضداسلامی دویست سال گذشته هستند و ارتباط تنگاتنگی از طریق انگلیس با مشروطه خواهان داشته‌اند. این موضوع در قالب جمله ای به‌صورت عملیات مهیب تروریستی، جاسوسی، کودتا گرانه و منهدم کننده فرقه ضاله بهائیت در برنامه عنوان می‌شود.

## آرماگدون بیست یکم (رؤیای سرزمین موعود)
در این قسمت ادامه جنایات بهائیت و رابطهٔ آنها با اسرائیل، سی آی ای و ساواک بیان می‌شود، و تلاش آنها برای تسخیر ایران بعنوان سرزمین موعود مطرح می‌شود.
آرماگدون بیست دوم (درویشان سکولار)

این قسمت به موضوع عرفان‌های غیررسمی (غیردولتی) شیعه اشاره می‌شود که در آن عنوان میوشد این عرفانها توسط کانون‌های صهیونی به‌وجود آمده‌اند. تصوف و دراویش محصول صحیونیست‌ها و فراماسونرها هستند.»

## قسمت بیست چهارم (عرفان‌های نوظهور)

قسمت بیست چهارم (عرفانهای نوظهور)

تأکید سازندگان برنامه در این قسمت بر این عرفان‌ها و فرقه‌هایی که توسط مزدورانی چون دالایی لاما، سای بابا، کریشنا مورتی و اشو بنیان‌گذاری شده‌اند می‌پردازند، که با امکانات سازمانهای اطلاعاتی صهیونیستی و فراماسونری ترویج می‌شوند و همگی فاسد هستند، و به انحرافات اخلاقی منجر شده و قصد بیشتر آنها مقابله با انتظار شیعیان است. این عرفانهای جعلی می‌خواهند همان ایده شیطانی تسخیر زمین را که مطلوب صحیونیست‌ها است دنبال کنند.

## قسمت ۲۵ و ۲۶ (معنویت‌های آنارشیستی (ایلیا، پائولو کوئیلو و…) و توطئه‌های صهیونی ضد ظهور)
در قسمت‌های ۲۵ و ۲۶ این مجموعه که چندین بار در بهمن ۱۳۸۹ از تلویریون جمهوری اسلامی باز پخش شد، دربارهٔ ایلیا رام‌الله (بنیانگذار جمعیت الاهیون؛ اِل یاسین) مدعی خدایی است و جوانان ایرانی را گمراه کرده‌است. پائولو کوئیلو دارای تفکرات ضد الهی، شرک آلود و مفسده آمیز است و البته به اسرائیل وابسته است و برای تثبیت اسرائیل کار می‌کند. در بخش دیگری از این قسمت گفته می‌شود پائولو کوئیلو فساد اخلاقی، شیطان‌پرست، صهیونیست و معتاد است. در ادامه به شیمون پرز (نخست‌وزیر سابق اسرائیل و رئیس‌جمهور فعلی اسرائیل و از بنیانگذاران صهیونیزم جدید) اشو و جنبش اکنکار می‌پردازد. موضوع دیگر این قسمت از مجموعه آرماگدون، بررسی شیطان‌پرستی بعنوان یک فرقهٔ صهیونی است که با سی‌آی‌ای هم ارتباط دارد و این سازمان تلاش می‌کند صاحب الزمان (ع) را بشناسد و آن حضرت را ترور کند و برای ظهور مانع تراشی کند. در ادامه، تهیه‌کنندگان مجموعه (از مؤسسهٔ پژوهش‌های کیهان) با اضافه کردن قسمتی در بارهٔ شیطان‌پرستی (بعنوان شاخص‌ترین جنبهٔ یهودیت) سعی کرده‌اند ذهن بینندگان را به سمت و سوی پروژهٔ مورد نظر خود سوق دهند. به‌طوری که در این قسمت، فیلم تأکید دارد که «رؤسای جمهور آمریکا، وزیر امور خارجه آن، رؤسای جمهور اروپا و حتی پاپ (رهبر مذهبی مسیحیان کاتولیک جهان) شیطان‌پرست می‌باشند. این دو قسمت که به نظر می‌رسد نقطهٔ اوج و تمرکز سازندگان آن است در ماه‌های بعد بارها تکرار شد و در آخرین نوبت (تا شهریورماه ۱۳۹۰ شمسی) مقارن با سالگرد ۱۱ سپتامبر از شبکه‌های ماهواره ای جام جم ۱، ۲ و ۳ (صرفاً قسمت ۲۵ و ۲۶) پخش شد.

تصویر پخش شده از پیمان فتاحی بنیانگذار جمعیت اِل یاسین
باراک اوباما رئیس جمهوری سابق آمریکا
تصویر پخش شده از کریشنا مورتی
تصویر پخش شده از دالایی لاما
تصویر پخش شده از اوشو
تصویر پخش شده از پائلو کوئیلو

## واکنشها به پخش سریال
این برنامه در سال ۲۰۰۹ در دانشگاه تلاویو مورد نقد و بررسی قرار گرفت و به تأثیر گذاری آن اشاره کردند. علاوه بر آن در گزارش سالانه مرکز اطلاعات تروریستی اسرائیل در سال‌های ۲۰۰۸ و ۲۰۰۹ از این مجموعه نام برده و دربارهٔ آن گفته‌اند: «این مجموعه سعی دارد گرایش‌ها ضد صهیونیستی ایران را تعقیب و به اصطلاح منویات و خواسته‌های انقلاب را علیه اسرائیل در جهان بازتاب دهد.» پایگاه اطلاع‌رسانی شبکه خبر دربارهٔ تأثیرگذاری این برنامه گفت: 
همین بس که دانشگاه تل‌اویو رژیم صهیونیستی با تجزیه و تحلیل ۱۰۵ برنامه راز آرماگدون اعلام می‌کند این برنامه در جهت اهداف خود موفق بوده و یکی از دلایل آن را استفاده ۲۵ هزار سایت از این برنامه می‌داند و اظهار می‌کند این یک خطر بزرگ است.